# Julien Magnat
Julien Magnat és guionista i director de cinema i televisió. És més conegut per Bloody Mallory (2002) i Faces In The Crowd (2010).

## Vida i carrera
Magnat va néixer a Ardecha, França. Va obtenir un batxillerat internacional a UWC Atlantic College a Gal·les i un títol en cinema, teatre i televisió a la Universitat de Reading a Anglaterra.
Magnat sovint cita Diamanda Galas i Stephen King com algunes de les seves principals influències en la seva carrera. La primera pel·lícula de Magnat, Shalt Thou Shew Wonders to the Dead, és basada en la narració curta de King Nona.
El 1996, Magnat es va incorporar a la prestigiosa escola nacional de cinema de França, La Fémis. Diversos dels seus curtmetratges, com ara Varnish Dreams, Vena Cava i The All New Adventures of Chastity Blade, s'han projectat a grans festivals de cinema com ara el Festival de Nous Cineastes Mediterranis de Larissa, Festival Internacional de Cinema de Sant Petersburg,, eñl Festival de Cinema de la Cineteca de Bologna, Fantastic'Arts de Gerardmer, Mamers en Mars i la selecció de la CST del Festival de Cinema de Canes.
Magnat va guanyar el Premi Especial del Jurat al Festival Internacional de l'Escola de Cinema de Polònia i una nominació als Premis Oscar per la seva pel·lícula d’estudiant The All-New Adventures of Chastity Blade el 2001.
L'any 2002, el primer llargmetratge de baix pressupost de Magnat Bloody Mallory protagonitzada per Olivia Bonamy i Valentina Vargas es va estrenar a diversos països com França, Espanya i Japó i projectada a festivals internacionals de cinema com London Frightfest, Festival de Cinema Fantàstic de Sitges, Reel Affirmations International Gay and Lesbian Film Festival, Munich Fantasy Filmfest i Festival Internacional de Cinema Fantàstic de Tòquio. Bloody Mallory va ser recollit posteriorment per a la seva distribució als EUA per Lion's Gate.
El 2010, Magnat va dirigir el seu primer llargmetratge estatunidenc com a escriptor/director amb Faces in The Crowd, un thriller psicològic protagonitzat per Milla Jovovich, Julian McMahon i Marianne Faithfull. La pel·lícula d'11 milions de dòlars, prevista per a finals de 2011, va ser coproduïda per Jean Charles Levy i Clement Miserez juntament amb els productors estatunidencs Sylvain White i Scott Mednick.
Encara que més conegut pel seu treball com a director, Julien Magnat ha escrit més de 50 guions diferents per a diverses sèries de televisió, incloent Le Petit Prince: Voyages Extraordinaires, Time Jam: Valerian and Laureline, Skyland, Pop Secrets.
L’episodi de Magnat de Le Petit Prince: Voyages Extraordinaires, La Planete De L'oiseau De Feu va ser escollit com a Selecció oficial al Festival de Cinema d'Animació d'Annecy de 2011.
Magnat va escriure cinc episodis d’Iron Man: Armored Adventures de Marvel que va debutar als Estats Units al canal Nicktoons Network el 24 d'abril de 2009. Magnat també és un dels principals guionistes de The Garfield Show, que es va estrenar a els EUA a Cartoon Network el 2009.
Com a escriptor, Julien Magnat va col·laborar regularment a la revista francesa de cinema L'Écran Fantastique i Vacarme.